# Nabil Aslam
Nabil Aslam (født 3. august 1984) er en dansk fodboldspiller af pakistansk afstamning, der spiller som midterforsvarer hos Glostrup FK. 

## Karriere

### Boldklubben Frem
Nabil skiftede til BK Frem i 2002, hvor han kom til fra Brøndby IF som ynglingespiller. Han blev i 2004 udlånt til Hvidovre IF sammen med holdkammeraten Ali Sheihi, hvor Nabil gjorde det så godt, at at Frem ville se ham an i Reserveholdsturneringen.
Den 8. december 2004 forlængede Nabil sin kontrakt med Frem, så den nu udløb i sommeren 2007. Direktøren Billy Adamsen sagde i sammenhæng med forlængelsen: "Vi er utrolig glade for, at det lykkedes os at holde fast i Nabil Aslam i yderligere to og et halvt år. Han er en meget talentfuld spiller og en rigtig fremmer, som vi forventer os endnu mere af fremover."
Da Nabil's kontrakt udløb i sommeren 2008, skrev Nabil og nogle holdkammerater sig på transferlisten, da Frems økonomiske tilstand resulterede i, at spillerne ikke kunne få forlænget deres kontrakter. AC Horsens meldte sig hurtigt interesseret i forsvarstalentet, og det endte med et skifte.

### AC Horsens
Den 27. maj 2008 skiftede Nabil på fri transfer til AC Horsens på en toårig kontrakt. Den 29. juli 2008 fik Nabil sin debut for Horsens, da han startede inde imod AGF. I midten af oktober 2010 pådrog Nabil Aslam sig en forstrækning i et ledbånd i en nærkamp med FC Københavns Cesar Santin, som holdt ham ude i 2-3 uger.
Nabil fik langt fra en god start på 2009, da han i starten af året fik problemer med knæet igen. Han skulle igennem en kikkertoperation for at komme sine knæproblemer til livs. Det viste sig at han skulle opereres for menisklæsion, og kunne igen træne med en måned efter operationen. Den 1. juli 2009 forlængede Nabil sin kontrakt med ACH, så den nu udløb til sommeren 2012.
Den 27. august faldt Nabil uheldigt ned og slog hovedet i pokalkampen mod Vejle. Efter en tur på sygehuset stod det klart, at han har fået en hjernerystelse.  Skadene fortsatte for Nabil, og den 31. oktober 2010 faldt han uheldigt ned på skulderen, hvor han fik revet et ledbånd over.  Dermed var Nabil færdig for resten af 2010. Nabil blev igen skadet, og denne gang var han ude i to måneder, da han fik revet det inderste ledbånd i højre knæ over. Episoden fandt sted i august 2011
I starten af januar 2012 forlængede han sin kontrakt med ACH, så den nu udløb i 2015. I sommeren 2013 meddelte Nabil, at han gerne ville væk fra klubben, da der ikke var udsigt til meget spilletid den kommende sæson. Dog endte det ikke med et skifte, og Nabil var oftest 3. valget til midterforsvaret. Men da han så endelig fik chancen, pådrog Nabil sig en fibersprængning i midten af august 2013. Skaden holdt ham ude i fire uger.
Den 22. maj meddelte bold.dk, at Horsens og Nabil var blevet enige om en gensidig ophævelse af den etnisk pakistanske forsvarsspillers kontrakt. Aslam havde endnu et halvandet år tilbage af sin kontrakt.
Nabil spillede i alt 116 kampe i den gule trøje, hvor han bl.a. også blev noteret for to mål samt to assist.

## Voldsepisode
I juni 2010 var AC Horsens’ spillere ude at fejre oprykningen til Superligaen. På byturen opstod der imidlertid tumult, hvilket førte til, at to Horsens-spillere blev sigtet. Nabil havde efter sigende slået en mand i hovedet med en knytnæve. Han blev i Vestre Landsret idømt 30 dages betinget fængsel og 30 timers samfundstjeneste. AC Horsens valgte ikke at gøre mere ud af sagen, og fyrede ikke Nabil. 
Om episoden sagde han følgende: "Jeg fortryder selvfølgelig min handling og er klar til at tage min straf. Dommen får heldigvis ikke konsekvenser for min ansættelse i AC Horsens, og det er jeg dybt taknemmelig for."